# Zile (district)
Zile is een Turks district in de provincie Tokat en telt 68.937 inwoners (2007). Het district heeft een oppervlakte van 1560,7 km². Hoofdplaats is Zile.
De bevolkingsontwikkeling van het district is weergegeven in onderstaande tabel.
| 1997   | 2000    | 2007   |
| ------ | ------- | ------ |
| 93.865 | 110.139 | 68.937 |

## Geboren in Zile
- Ömer Döngeloğlu (1968-2020), theoloog, schrijver, programmamaker en presentator